# 黄烈 (1915年)
黄烈（1915年8月—1987年11月2日），男，广东龙川人，中国体育活动家，曾任八一体工大队队长，中国足球协会副主席，中国篮球协会副主席，中国排球协会副主席，第五届全国政协委员。